# Priah Ferguson
Pour les articles homonymes, voir Ferguson.
Priah Ferguson est une actrice américaine, née le 1er octobre 2006 à Atlanta, en Géorgie. Elle est surtout connue pour le rôle d'Erica Sinclair, la petite sœur de Lucas Sinclair (Caleb McLaughlin) dans la série Netflix Stranger Things.

## Filmographie
- 2022 : Le mauvais esprit d’Halloween : Sydney Gordon

### Télévision
- 2016 : Atlanta : Asia (saison 1, épisode 2)
- 2017 : Daytime Divas : Fatima (saison 1, épisode 12)
- depuis 2017 : Stranger Things : Erica Sinclair (récurrente saison 2, principale saisons 3 et 4)
- 2019 : Bluff City Law : Erika (saison 1, épisode 5)